# مشتقين
مشتقين هي قرية في مقاطعة نير، إيران. يقدر عدد سكانها بـ 213 نسمة بحسب إحصاء 2016.